# Campeonato Piauiense de Futebol de 1990
O Campeonato Piauiense de Futebol de 1990 foi o 50º campeonato de futebol do Piauí. A competição foi organizada pela Federação Piauiense de Desportos e o campeão foi o Tiradentes.

## Campanha do Campeão[1]
1° Turno
Comercial 0 x 0 Tiradentes 
Auto Esporte 0 x 0 Tiradentes 
Tiradentes 1 x 0 River
Paysandu 1 x 2 Tiradentes 
4 de Julho 1 x 0 Tiradentes 
Tiradentes 2 x 0 4 de Julho 
Auto Esporte 0 x 0 Tiradentes 
Tiradentes 2 x 1 Auto Esporte 
2° Turno
Parnaíba 1 x 2 Tiradentes 
Tiradentes 3 x 2 Caiçara 
4 de Julho 3 x 0 Tiradentes 
Tiradentes 2 x 0 Piauí 
Tiradentes 2 x 1 Flamengo 
4 de Julho 0 x 0 Tiradentes 
Tiradentes 1 x 0 4 de Julho 
Caiçara 1 x 0 Tiradentes 
Tiradentes 0 x 0 Caiçara 
Final
Caiçara 0 x 0 Tiradentes 
Tiradentes 1 x 0 Caiçara 

## Premiação
| Campeonato Piauiense de 1990    |
| ------------------------------- |
| TIRADENTES Campeão (5.º título) |